# 綠水海軍

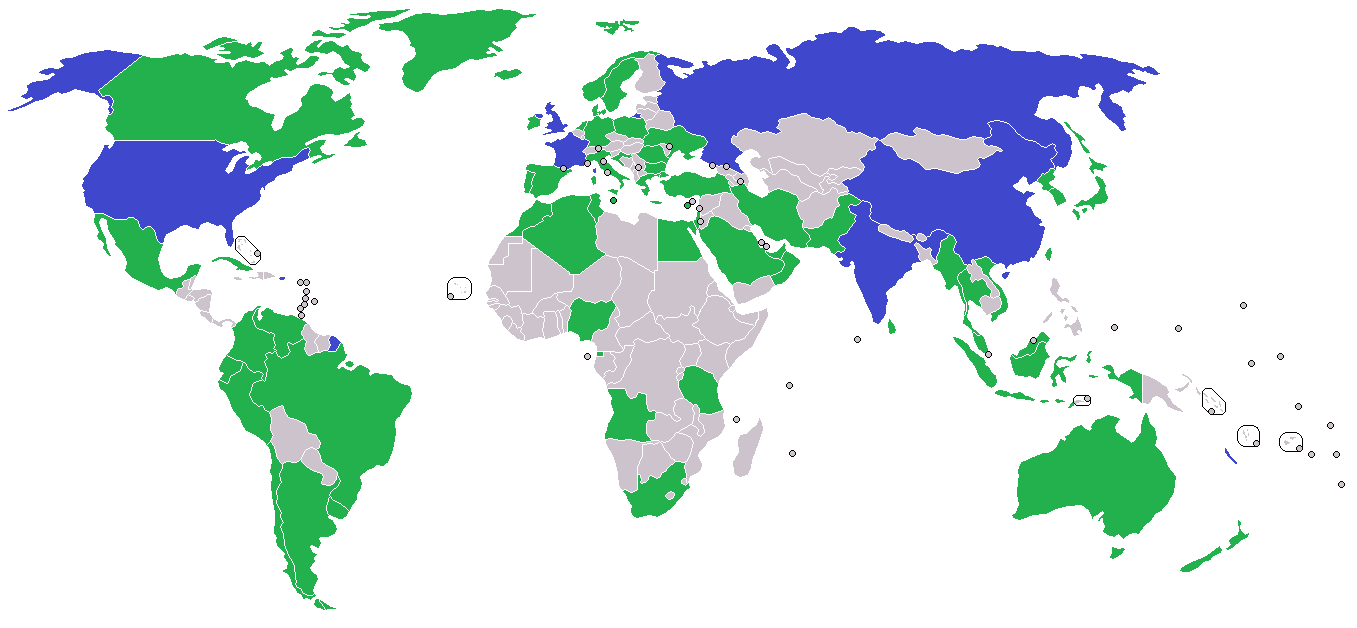
蓝水海军
綠水海軍

綠水海軍是能在大陆架以内的沿岸區域執行任務并向陆缘海投射有限力量的海軍。綠水海軍為較新的用語，介於傳統定義的藍水海軍與褐水海軍間。目前經認定有綠水海軍能力者含澳洲皇家海軍、皇家加拿大海軍、西班牙海軍、荷蘭皇家海軍、日本海上自衛隊、巴西海軍、中華民國海軍、大韩民国海軍及土耳其海軍等多國部隊。